# Amelia Chellini
Amelia Chellini (eigentlich Amelia Creti; * 16. Juni 1880 in Florenz; † 31. Mai 1944 in Rom) war eine italienische Schauspielerin.

## Leben
Chellini, die Schwester des Schauspielers Vasco Creti und Ehefrau von Impresario und Bühnenkollege Didaco Chellini, war nach Anfängen in Laiengruppen ab 1910 bei Virgilio Talli und dessen Schauspielerensemble. 1918 unterschrieb sie bei Emma Gramatica, deren Ensemble von Gustavo Salvani geleitet wurde. Zehn Jahre später wurde sie Mitglied bei Luigi Almirante/Giuditta Rissone/Sergio Tofano, 1930 bei Giulio Donadio/Rissone und in der Spielzeit darauf bei den „Spettacoli Za-Bum“. Letzte Stationen ihrer Bühnenkarriere, in denen sie fast immer die autoritäre, aber ängstliche Mutter (oder ebensolche Tanten und Schwiegermütter) spielte, waren Tofano/Evi Maltagliati/Gino Cervi (1934), von 1938 bis 1941 ein Ensemble mit u. a. Andreina Pagnani, Cervi, Rina Morelli und Paolo Stoppa im „Teatro Eliseo“ und schließlich 1943 Tofano/Vivi Gioi/Enrico Viarisio.
Im Kino war Chellini seit den 1910er Jahren für kleinere Turiner Produktionsfirmen wie „Le Monopol“, „Cenisio“, die „Re Film“ oder „Italo-Egiziana“ sowie für die bedeutendere Gesellschaft Itala auf der Leinwand zu sehen. Dabei spielte sie Hauptrollen für Ernesto Vaser, im frühen Maciste und, später, für die bologneser „Felsina“, in Rebus (1918). Ihre fünfzehnjährige Kinopause belebte sie ab 1933 in Neben- und Charakterrollen bis zu ihrem Tode wieder.

## Filmografie (Auswahl)
- 1912: L'attrice burlona
- 1915: Maciste
- 1918: Rebus
- 1937: Gli uomini sono ingrati
- 1941: Prinzessin Aschenbrödel (Cenerentola e il Signor Bonaventura)
- 1944: Il fioresotto gli occhi